# Torfhund
Der Torfhund, auch Torfspitz (Canis palustris, Canis familiaris palustris Rütimeyer), war ein prähistorischer Haushund. Er wurde 1861 vom Schweizer Zoologen Ludwig Rütimeyer erstmals beschrieben, nach Funden in Schweizer Pfahlbausiedlungen der Jungsteinzeit (daher auch Pfahlbautenspitz).

## Aussehen
Der Hund hat gemäß der Erstbeschreibung ein Aussehen ähnlich dem rezenten Wolfsspitz. Deswegen wurde einige Jahrzehnte lang vermutet, dass er der direkte Ahnherr aller nordischen Hunde, der Deutschen Spitze und über verschiedene Stufen auch anderer Hunderassen sei. Diese Urrassen-Theorie geht auf den Kynologen Theophil Studer zurück und ist heute überholt.
Die Schädellänge des Torfhundes war mit 135–150 mm bereits deutlich kleiner als die eines Wolfschädels. Einige Funde von Torfhunden, deren Schädel Spuren eines gewaltsamen Todes aufweisen, lassen auf eine frühe Zuchtwahl schließen, da angenommen werden kann, dass nicht der ganze Wurf aufgezogen wurde, sondern nur einzelne Individuen. Es wird vermutet, dass er (zumindest am Anfang) ähnlich lebte wie die Pariahunde heute, also am Rande der Siedlungen, in großen Teilen Selbstversorger. Er begleitete wahrscheinlich die Menschen bei ihren Jagden, bewachte Häuser und Siedlungen und zog im hohen Norden vielleicht auch ihre Lasten.

## Archäologische Funde
In Siedlungen der Urgeschichte wurden immer wieder Knochen dieses Hundetyps gefunden, mit einem Schwerpunkt in der Jungsteinzeit und Bronzezeit. Die Funde erstrecken sich über ganz Europa bis hin nach Asien und Nordafrika. Die Beschreibung als eigenständige Rasse bzw. Unterart geht auf Funde in Pfahlbausiedlungen am Bielersee (Fundplatz im Weiler Schafis) zurück. Schon um 1880 wurden auch Funde vom Dümmer und den Watten im Oldenburger Land bekannt und dem Torfspitz zugerechnet.
In der bandkeramischen Siedlung von Zschernitz in Sachsen wurde im Jahre 2003 ein vollständig erhaltener Torfhund geborgen. Das bei seinem Tode etwa zwei Jahre alte Tier wurde zusammen mit einem toten Welpen in einer Erdgrube bestattet. Der Hund von Zschernitz hatte eine Schulterhöhe von etwa 45 cm, was mit der Größe des heutigen Spitzes verglichen wird.
Ein nahezu vollständig erhaltenes Exemplar wurde 1953 mit dem Torfhund von Burlage in einem niedersächsischen Moor gefunden. Es wurde lange Zeit als bronzezeitlich vermutet. Neuen Radiokohlenstoffdatierungen zufolge starb dieser Hund jedoch erst in der Neuzeit, zwischen 1477 und 1611.